# لويس كوريا
لويس كوريا (بالإسبانية: Luis Correa)‏ (مواليد 2 فبراير 1898) هو ملاكم تشيلي، مثّل بلاده في الألعاب الأولمبية الصيفية 1924.

## روابط خارجية
لويس كوريا على موقع أوليمبيديا (الإنجليزية)